# Karl G. Henize
Karl G. Henize, född 17 oktober 1926, Cincinnati, Ohio, död 5 oktober 1993, Mount Everest var en amerikansk astronaut uttagen i astronautgrupp 6 den 4 augusti 1967.

## Rymdfärder
STS-51-F